# Otokonoko
Otokonoko (男の娘, "Nam nương", cũng được đọc là otoko no musume) là một tiếng lóng trên Internet Nhật Bản. Vào những năm 2000, cụm từ này được biết đến như một tiểu văn hóa, và trong những năm 2010 thì nó đã lan rộng và gây ra một sự bùng nổ. Có một cách hiểu chung nhất định rằng, Otokonoko ám chỉ "những cậu bé trông giống một cô gái 2D hay 3D" nhưng thực ra chưa có cách hiểu nào chặt chẽ.
"Con gái đàn ông" 2D — sự phổ biến của các nhân vật con trai nhưng trông giống hệt như con gái được hình thành vào những năm 1990 bởi hai thể loại shota và yuri, được phát triển trong các trò chơi điện tử đối kháng và trò chơi điện tử dành cho người lớn mà có các nhân vật chàng trai cải trang thành phụ nữ. Do trò chơi người ta suy đoán rằng nó xảy ra nhanh chóng sau năm 2002-2005 liên quan đến việc mặc trang phục khác giới (đảo trang). Các chuyên gia không đồng ý về việc liệu những nhân vật này có phải là đối tượng khác giới đối với nam giới hay không, nhưng có sự đồng ý chung rằng chúng có thể phản ánh mong muốn được "thụ động" của họ khi nhìn vào.
3D "Otoko musume" - Các chuyên gia đồng ý rằng nhiều người đàn ông ăn mặc như phụ nữ trong đời thực không phải là người chuyển giới hay đồng tính nam, mà là những cosplayer. Trước thời kỳ Edo, các nghệ thuật biểu diễn như chigo và onnagata đã rất phổ biến ở Nhật Bản, và đây là một trong những khu vực trái ngược với lĩnh vực văn hóa phương Tây, nơi mà việc đảo trang là điều cấm kị. Phong trào của văn hóa 2D kết nối với truyền thống của Nhật Bản, vốn ban đầu dung túng cho việc đảo trang, cũng như tự xác lập nó như một văn hóa thời trang bình thường của thế hệ trẻ, vốn ưa chuộng sự "kawaii". Sự phổ biến của Internet đóng một vai trò quan trọng trong quá trình này. Và người ta đã chỉ ra rằng ngay cả những người ăn mặc như phụ nữ trong thực tế cũng có mong muốn được "yêu".
Nền tảng xã hội chung cho cả hai giai đoạn chồng chéo này là quá trình mở rộng nữ quyền và thu hẹp quyền tối cao của nam giới sau Chiến tranh thế giới thứ hai, và suy thoái kinh tế kéo dài, bãi bỏ quy định nhanh chóng đối với thị trường lao động sau khi nền kinh tế bong bóng sụp đổ, nổi lên là "khó khăn trong cuộc sống của đàn ông". Người ta suy đoán rằng hiện tượng "muốn thoải mái mặc quần áo như phụ nữ'' này nổi lên như một "tấm gương phản chiếu'' về các vấn đề của nam giới Nhật Bản đương đại.

## Định nghĩa
Từ 'okonoko' có nguồn gốc từ việc thay thế kí tự 'ko' có nghĩa là 'cậu bé' bằng kí tự 'ko' có nghĩa là 'bé gái'. Ý tưởng đọc 'musume' là 'ko' đã có từ lâu, được thấy trong 'Dojikko' và 'Megane kyarakutā', và không rõ từ này ra đời khi nào. Kawauchi Mika, một họa sĩ truyện tranh, đã phát hiện ra rằng đã có một ví dụ về việc dùng từ này (tiêu đề của tác phẩm do độc giả gửi) trên tạp chí manga dành cho nữ giới năm 1975 là "RIBON" (Shūeisha). Thông tin chưa được xác nhận rằng nó đã được dùng trong truyền thông và Nifty Serve cũng đã được báo cáo, nhưng được biết đến rộng rãi rằng nó đã được đăng trên diễn đàn ẩn danh "2channel" muộn nhất vào khoảng năm 2000 và cũng được biết đến với tư cách là một nhà nghiên cứu lịch sử văn hóa xã hội tình dục là Mitsuhashi Junko, nhà văn Kurusu Miyū và nhà nghiên cứu văn hóa Tsubaki Kasumi đã giới thiệu cô ấy như một ứng cử viên nặng kí cho lần xuất hiện đầu tiên.
Theo nghiên cứu của Tsubaki, cụm từ này lần đầu tiên được sử dụng trước công chúng tại sự kiện bán doujinshi "Otoko No Musume COS ☆ H" được tổ chức vào ngày 9 tháng 9 năm 2006. Nội dung chính của sự kiện đầu tiên là chợ doujinshi "Otoko Musume'', trong đó các doujinshi được nữ trang, futanari, nữ thể hoá và bị người khác giới chiếm hữu. Không có một định nghĩa rõ ràng, thuật ngữ "nam nương" vẫn lan truyền như một tiếng lóng Internet và một meme Internet.
Bắt nguồn từ nền văn hóa 2D, số lượng cơ hội được giới thiệu trên các phương tiện truyền thông dành cho các "công tử nam" đã tăng lên kể từ năm 2009-2010. Tuy nhiên, hầu hết trong số họ là "con gái nam" 3D, hay nói cách khác, nam giới đảo trang tồn tại trong thực tế (như hình biểu đồ trên). Xu hướng hai chiều lan rộng, và kiểu trang phục xuyên thấu giữa pop và casual bắt đầu được trình diễn chủ yếu trong giới trẻ. Trước đây, có nhiều từ có nghĩa tương tự, chẳng hạn như "Okama'', "Shemale'', "Boy in crossdress'', và "Josouko''. Mọi người đã trở nên nhạy cảm với những từ như "Okama" chứa các sắc thái xúc phạm và phân biệt đối xử. Theo Nagayama Kaoru, một nhà phê bình manga, yếu tố quyết định là sự xuất hiện của từ 'okonoko'. `` Không có ý nghĩa trực tiếp là "đảo trang'' hay "con gái cậu bé'' đã được chọn làm otoshidokoro của nhiều người bởi vì nó rất dễ nói, không có dấu vết và rất mềm mại và dễ thương. Đôi khi, vì lí do tiếp thị, thuật ngữ "con gái nam" đã được sử dụng.
Ví dụ, định nghĩa về "con gái đàn ông" được các chuyên gia gọi như sau.
| Luận giả           | Thứ nguyên | Định nghĩa | Nguồn  |
| ------------------ | ---------- | --- | ------ |
| Hidaka Toshiyasu   | 2D         | Ngay từ đầu, chính xác thì "otoko no musume" là gì? Chúng ta biết rằng cách hiểu thông thường mơ hồ là nó được dùng để chỉ một chàng trai trông giống một cô gái (đặc biệt là một chàng trai đẹp trai). | [ 16 ] |
| Kurusu Miyū        | 2D         | Từ "otoko no musume" ban đầu là tiếng lóng internet, và trở nên phổ biến vào những năm 2010. Theo "Adult Only Otokonoko No Himitsu", đó là thuật ngữ chỉ một "trai đẹp lai", và điều quan trọng là yếu tố "đàn ông" vẫn ở đâu đó dù anh ta ăn mặc như phụ nữ. | [ 17 ] |
| Mizuno Rei         | 2D         | Tóm lại, "okonoko'' dùng để chỉ "một chàng trai khá đẹp trai, trông giống hệt một cô gái bất kể anh ta mặc quần áo gì". | [ 18 ] |
| （Fuku）           | 2D         | "Con trai mặc đồ như con gái" là con trai trông giống con gái. "Otoko no musume" là từ dùng để chỉ một chàng trai có cảm giác "Tôi muốn ăn mặc như một cô gái" hoặc "Tôi muốn trở thành một cô gái". "Josō danshi" có lập trường nam sinh và đôi khi ăn mặc như một cô gái. | [ 19 ] |
| Ōshima Kaoru       | 2D         | Người ta thường nói, tự nhận mình không phải là con gái đàn ông. [...] Tôi nghĩ cốt lõi của lập luận của họ có lẽ là nếu bạn ăn mặc như một người phụ nữ, bạn không phải là con gái đàn ông. Cô ấy ăn mặc như một người đàn ông và nghĩ rằng cô ấy là một người đàn ông, nhưng người trông giống gái là con gái đàn ông. | [ 20 ] |
| Yoshimoto Taimatsu | 2D         | "Con gái nam nhi" xuất hiện trong đại diện 2D hiện nay vô cùng đa dạng. Về ngoại hình, họ gần như giống nhau ở điểm "là gái đẹp". Tuy nhiên, bên trong lại khác nhau. Có một cách hiểu rất lỏng lẻo rằng "bề ngoài là một cô gái xinh đẹp, nhưng bên trong rất nam tính", nhưng nhận thức về đảo trang và bản dạng giới của mỗi nhân vật là khác nhau. Rất khó để định nghĩa một "con gái nam" từ bối cảnh bên trong. Do đó, chúng tôi không định nghĩa chặt chẽ về "otoko no musume '' mà chỉ phân loại chúng theo hình dáng bên ngoài. | [ 21 ] |
| Nishihara Satsuki  | 3D         | Ngay cả tôi cũng không có định nghĩa rõ ràng thế nào là con gái. Tuy nhiên, anh ấy chưa được tiêm hormone nữ, và cơ thể anh ấy hoàn toàn là nam giới. Nhưng khuôn mặt giống con gái, và trẻ. Đó là ấn tượng của tôi về một người con gái nam giới. | [ 22 ] |
| Kawamoto Nao       | 3D         | "Trai đẹp mặc đồ xuyên thấu" là định nghĩa tối thiểu trần trụi. Kawamoto Nao đề xuất coi otokonoko là một người chuyển giới được định nghĩa rộng rãi có bản dạng giới không phù hợp với giới tính hoặc một giới tính nhất định. | [ 23 ] |
| Tachibana Serina   | 3D         | Có rất nhiều người dám mơ hồ những từ trong 3D, vì vậy tốt hơn hết là bạn nên thiết lập một định nghĩa rõ ràng. Không ai có định nghĩa rõ ràng về thuật ngữ con gái 3D. Vì vậy, tôi nghĩ việc bị đánh là điều bình thường. Bởi vì mọi người có định nghĩa khác nhau. Nếu bạn hỏi tôi rằng "Con gái đàn ông là gì?" | [ 24 ] |
| Mitsuhashi Junko   | 3D         | Tôi chỉ đưa ra bốn định nghĩa, hai trong số đó bao gồm từ "kawaii". Tôi nghĩ đây là một trong những từ khóa. Vì vậy, nếu tôi cho bạn định nghĩa của riêng tôi, đó sẽ là "một cậu bé dễ thương như một cô gái, mặc quần áo như một người phụ nữ." | [ 25 ] |

## Lịch sử

### Dòng chảy dẫn đến bùng nổ

#### Manga
Theo Yoshimoto Taimatsu, một nhà sử học văn hóa otaku, kĩ thuật vẽ các nhân vật nam với khuôn mặt của một cô gái xinh đẹp để gây nhầm lẫn cho nhận thức của người đọc về manga đã được ứng dụng kể từ tác phẩm "Ribbon no Kishi" (1953) của Tedzuka Osamu. Một số chuyên gia đồng ý rằng tác phẩm sẽ trở thành (hoặc được giả thuyết là) tiền thân và gốc rễ của sự bùng nổ "otokonoko" sau này là "Sutoppu! ! Hibari-kun!" (1981) của Eguchi Hisashi. Oozora Hibari, nữ chính xuất hiện giữa thời kì bùng nổ của chuyển đổi giới tính, là một chàng trai chỉ có thể được coi là một cô gái đẹp nếu anh ta không biết sự thật. Yoshimoto nói rằng ở đây cũng có một sự đảo ngược rõ ràng của cách ta minh hoạ.
Dù nhìn thế nào thì đó cũng là một cô gái xinh đẹp, nhưng việc khẳng định mình là "đàn ông" thì lại là một khẳng định kì lạ từ bên ngoài. Tuy nhiên, nó đã được nhìn thấy từ tác phẩm "Sutoppu! ! Hibari-kun!"— Yoshimoto 2015, tr. 215

#### Shota
Mặt khác, trong anime, từ đầu những năm 1970, đã có một phong trào trong đó phụ nữ chuyển ham muốn tình dục của họ sang những chàng trai dễ thương. Nó được gọi là shota, và vào giữa đến cuối những năm 1990, nó đã vượt ra ngoài biên giới để chuyển sang thể loại dành cho nam giới. Người ta tin rằng shota này là nền tảng lớn nhất của "con gái nam" và ảnh hưởng trực tiếp đến nguồn gốc của nó.

Shota, là mô tả hoạt động tình dục giữa các nam sinh lớp trên tiểu học, hoặc giữa thanh niên và nam sinh, ban đầu là một nhánh phụ của thể loại "Yaoi (boys' love) ''. Trong anime có một cậu bé là nhân vật chính, việc tạo hình phụ chủ yếu do các fan nữ thực hiện. Kyaputen Tsubasa của Takahashi Yōichi, được dựng thành anime vào năm 1983, đã mở rộng đáng kể quy mô bán dōjinshi. Trong khi các nhân vật trong tác phẩm này lớn lên từ những cậu bé đến những chàng trai, thì Mashin Eiyū Den Wataru (1988), trong đó một học sinh tiểu học năm 4 vui vẻ đóng một vai trò tích cực, đã lấy lại được sự yêu thích của nữ giới. "Wataru" là chất xúc tác để Shota tách khỏi Yaoi và thành lập thể loại riêng của mình. Với sự thành công của "Wataru" và các tác phẩm tiếp theo, những sáng tạo phụ trong truyện của các cậu bé đã được kích hoạt nhiều hơn. Năm 1994, khi những bộ phim Akazukin Chacha, Yūsha Keisatsu Jeidekkā và Yamato Takeru được phát sóng, số lượng người hâm mộ shota nam đã tăng lên nhanh chóng, và các sự kiện bán doujinshi đều thu hút đông đảo người hâm mộ nam và nữ của ba tác phẩm. Trở thành. Xu hướng này được theo sau bởi Shin Seiki Evangelion và Romio no aoi sora (cả hai đều năm 1995).

Một vai trò quan trọng của tuyển tập Shota là thiết lập biểu hiện của những chàng trai dễ thương tiêu thụ tình dục.
—Yoshimoto 2015, tr. 214、nhấn mạnh vào các nguồn được gạch chân.

Khoảng 75% họa sĩ trong tuyển tập Shota là phụ nữ, và nhiều người trong số họ bắt đầu yêu thích các chàng trai vào đầu những năm 2000, nhưng không ít nhà văn sau đó đã hoạt động trong những bộ truyện tranh dành cho người lớn về "con gái '' sẽ làm. Theo khảo sát của Yoshimoto, chỉ có 3,5% "uke" ăn mặc thành phụ nữ trong tuyển tập Shota vào thời điểm này. Yoshimoto suy đoán rằng điều này là do phương pháp bắt con trai ăn mặc như phụ nữ chưa được thành lập.

#### Burijitto (Guilty Gear)
| # | Ngày             | Chủ đề                                                |
| - | ---------------- | ----------------------------------------------------- |
| 1 | 26 tháng 1, 2002 | Số người đã tự tử vì Bridget được xác nhận là nam →   |
| 2 | 11 tháng 2, 2002 | Bridget xác nhận là đàn ông, số người được đầu thai → |
| 3 | 6 tháng 3, 2002  | A Utopia do Auritan và chúng tôi tạo ra               |

Theo Yoshimoto, nhân vật là tổ tiên trực tiếp của Otoko no musume hiện đại là Bridget, nhân vật xuất hiện trong trò chơi hành động arcade "GUILTY GEAR XX" (2002, Arc System Works). Miyamoto cũng nói rằng nếu bạn theo dõi trục của quá trình bùng nổ, bạn sẽ bắt gặp Bridget. Bridget là một nhân vật kiểu nữ tu, chiến đấu với chiếc yo-yo. Những người hâm mộ series Guilty Gear vốn chỉ nhìn bề ngoài là những cô gái đã rất phấn khích khi một nhân vật nữ xinh đẹp xuất hiện trong tác phẩm mới. Tuy nhiên, tháng sau, người ta tiết lộ rằng Bridget thực sự là một người đàn ông. Điều này cũng đã được nhận với một cú sốc lớn. Theo Kurusu và Yoshimoto, những người điều tra phản ứng trên Internet vào thời điểm đó, ban đầu có những ấn tượng tiêu cực như "Tuyệt vọng khi tôi biết rằng đó là một người đàn ông '', nhưng dần dần "Không thể Người ta nói rằng bầu không khí thay đổi theo chiều hướng tích cực hơn, chẳng hạn như "Không sao đâu vì tôi là con trai!" (như bảng trên). Theo cuộc phỏng vấn của Kurusu, Ark không có ý định đưa ra một thông báo giật gân bằng cách cố tình che giấu giới tính, chỉ để tiếp thị. Tuy nhiên, bối cảnh "thực sự là một người đàn ông" đã trở thành một chủ đề nóng.

Vai trò của Bridget là "kết hợp một cậu bé xinh đẹp với một cô gái đảo trang".
—Yoshimoto 2015, tr. 215、nhấn mạnh vào nguồn

liên_kết=https://ja.wikipedia.org/wiki/%E3%83%95%E3%82%A1%E3%82%A4%E3%83%AB:Cosplayer_of_Bridget_from_Guilty_Gear_XX_in_Tokyo_20140321.jpg|phải|nhỏ|300x300px|Bridget cosplay.
Yoshimoto nói rằng Bridget đã phát hiện ra rằng việc để một cậu bé dễ thương ăn mặc như một phụ nữ thậm chí còn "tốt hơn". Tuy nhiên, trang phục nữ của Bridget lại che đi những đường nét trên cơ thể và không vừa với dáng người của nam giới. Yoshimoto giải thích rằng cần phải tiến bộ thêm một chút trước khi phương pháp vẽ "Otoko no musume" được hình thành. Trên diễn đàn ảnh "Futaba ☆ Channel", một cụm từ biến thái tượng trưng cho "con trai" được sinh ra, "Một cô gái dễ thương như vậy không thể là một cô gái." Theo Yoshimoto, cụm từ này bắt nguồn từ chính Bridget.
Otoko Musume COS ☆ H năm 2006, được lấy cảm hứng từ Dự án Buri, nhấn mạnh hơn vào sự tương tác giữa những người tham gia. Tôi đã đề cập rằng ở đó thuật ngữ 'con gái đàn ông' đã được sử dụng lần đầu tiên một cách công khai. Kurusu nói rằng sự ra đời của thể loại "con trai đảo trang cho nam" và sự hình thành từ "otoko no musume" phần lớn là do Bridget.

#### Yuri
liên_kết=https://ja.wikipedia.org/wiki/%E3%83%95%E3%82%A1%E3%82%A4%E3%83%AB:Comiket_83_-_Sailor_Uranus_&_Neptune_cosplay.JPG|trái|nhỏ|200x200px|Cosplay của Ten'ō Haruka và Kaiō Michiru.
Từ những năm 1990, tác phẩm manga của Takeuchi Naoko Bishōjo Senshi Sailor Moon (1991, hoạt hình 1992), anime truyền hình Shōjo Kakumei Utena (1997), tiểu thuyết về cô gái của Kon'no Oyuki "Maria-sama ga Miteru (Marimite)" (1998) gây ra sự bùng nổ yuri và trở thành một thể loại. Yuri là một thể loại văn hóa đại chúng có thể được định nghĩa là những câu chuyện đồng tính luyến ái nữ phi giới tính hóa.
—Mangakka・Amano Shi~yuninta
Theo nhà xã hội học Kumada Kazuo, Sailor Moon đã thay đổi hoàn toàn chủ đề của yuri từ "hai người gọi những tâm hồn cao thượng cho nhau'' kể từ Yoshiya Nobuko thành "tình yêu quen thuộc''. Hình thức tình yêu này rất dễ hiểu đối với đàn ông. Sau đó, một số lượng lớn các tác phẩm nhại yuri, chẳng hạn như cặp đôi chiến binh Thủy thủ Sao Thiên Vương và Thủy thủ Sao Hải Vương, đã được minh hoạ, cũng như các tác phẩm thứ cấp rất phấn khích. "Sailor Moon" cũng chứa thông điệp "Phụ nữ là vũ khí" (Ikuhara Kunihiko). Tenjō Utena là nữ nhân vật chính mặc đồ nam. Trong quá khứ, phụ nữ mặc quần áo giống như nam giới nhiều lần miêu tả mong muốn có được quyền lực xã hội, nhưng trang phục nữ tính của Utena dành cho nam giới đã làm cho phụ nữ ít gặp khó khăn hơn trong cuộc sống."(Kume 2013, tr. 71). Ảnh hưởng của "Marimite" sau đó là rất lớn. Năm 2003, "Marimite" đã gây ra một sự bùng nổ lớn đối với nam giới, và vào năm 2004, một bộ anime truyền hình đã được phát sóng. Những người đàn ông "moe" như những cô gái hình thành một mối quan hệ lãng mạn (tình chị em) tại các ngôi trường truyền giáo mang tính kì ảo, cách biệt với thế giới và là nơi mà con trai thuần tuý không được phép. Một bài đăng trên một diễn đàn có liên quan của những người hâm mộ nói rằng, "Tại sao tôi lại không phải là một nữ sinh trung học cơ chứ!" Đã được báo cáo như một "câu trích dẫn".

## Đánh giá / Tác động

### 2D
liên_kết=https://ja.wikipedia.org/wiki/%E3%83%95%E3%82%A1%E3%82%A4%E3%83%AB:Garter_belt_otokonoko_sketch_20160416.jpg|phải|nhỏ|297x297px|Hình minh họa một "otokono musume" mặc quần tất đen.
Vào những năm 2000, văn hóa otaku, vốn chủ yếu hâm mộ và tiêu thụ các nhân vật gái đẹp, đang bị chỉ trích từ quan điểm nữ quyền và quan điểm giống như bong bóng về tình yêu. Giữa lúc này, Otokonoko xuất hiện như một nhân vật moe cùng với ``loli'', ``tsundere'', ``tiền bối'' và ``em gái'', và nó đã gây ra một tác động mạnh mẽ ở chỗ nó không phải một ``cô gái'' thực sự nhưng mà là một nhân vật ``con trai''. Những nam Otaku được coi là đang rời xa việc coi những cô gái là đối tượng của dục vọng. Izumi cho rằng, bản thân sự đảo ngược của suy nghĩ thông thường, chẳng hạn như ``một cô gái dễ thương như thế này không thể là một cô gái' (= con trai dễ thương vì họ là con trai), có thể là chủ đề được trí tuệ quan tâm. Điểm thu hút đầu tiên được trình bày là khoảng cách so với khái niệm đã được thiết lập. Nhà phê bình Ishioka Ryōji nói rằng trong các tác phẩm harem anime light novel có sự xuất hiện của các ``con gái nam'', dường như nhân vật này đẹp hơn bất kỳ nữ anh hùng nào.

Nó không giống như cách mà số lượng người đồng tính gia tăng. Ngay từ đầu, ngữ pháp cơ bản của moe đã là "gap". Có nhiều loại "khoảng cách" như thế này, nhưng xét cho cùng, cái liên quan đến "chuyện ấy" là mạnh nhất.
—Saitō 2015, tr. 205

Đối với Izumi, khi thuật ngữ ``otokonoko'' được sử dụng (gồm cả 3D), câu hỏi thực sự là ``trông giống một cô gái nghĩa là gì?''

## "Otoko no musume" ở ngoài Nhật Bản

### Phương Tây
``Otokonoko'' lan sang châu Âu và Hoa Kỳ, và theo báo cáo của Nagayama, các thể loại mới như thời trang ``Otokonoko'' ``Blolita'' đã hình thành. Mahoku nói rằng trước đây, nước ngoài (Châu Âu và Hoa Kỳ) không có khái niệm tương đương "con gái" 3D.
Nếu con gái đàn ông Nhật Bản đi qua đó, anh ta có thể sẽ thốt lên điều gì đó như "Hả !?" Không phải là một chàng trai sissy, không phải một kẻ bán dâm, cũng chẳng phải một người chuyển giới, vậy thì gì? Dù có nói thế, tôi cũng chỉ có thể nói rằng tôi là con gái đàn ông. Tôi muốn là chính mình như một cô gái xinh đẹp, nhưng tôi không muốn vứt bỏ giới tính của mình là một nam nhi, vì vậy nó khá đặc biệt.— Makita 2011, tr. 163
Ở khía cạnh 2D, có một từ tiếng Anh để chỉ một nhân vật nam trông giống phụ nữ là "Trap", và đã có phong trào gọi "con gái" trong tiếng Nhật là "Japanese Trap". Đối với những người dị tính, một nhân vật như vậy là một trap, và có một sắc thái rằng họ bị nghiện nó. Tác phẩm kế nhiệm của "Josou Mountains", "Josou Shrine" (2019, Nostrike) đã được phát hành bằng tiếng Anh và tiếng Trung cùng lúc với phiên bản tiếng Nhật, và bản tiếng Anh tên là "Trap Shrine".
Mặt khác, có những lo ngại rằng thuật ngữ này có thể xúc phạm những người chuyển giới thực sự hoặc những người không phù hợp với giới tính (chứng sợ chuyển giới). Vào tháng 8 năm 2020, một trong những cộng đồng anime Reddit của Mĩ đã cấm sử dụng thuật ngữ "Trap" dựa trên các điều khoản chống phân biệt đối xử và yêu cầu cộng đồng dùng những từ Femboy, Tomgirl, Crossdresser, Josō, Cutie... Ngoài điều này, người ta cũng đã thông báo cho họ thay thế cả từ Otokonoko.
Vào tháng 8 năm 2022, Bridget xuất hiện trong series GUILTY GEAR mới là GUILTY GEAR -STRIVE- (2021), và một lần nữa trở thành chủ đề nóng ở nhiều nước khác nhau. Nhân vật Bridget mới đã được thiết kế lại để nó có thể được coi là một phụ nữ chuyển giới, và ở châu Âu và Hoa Kỳ, nó được lấy bằng giọng điệu rằng "cô ấy" đã được giải phóng khỏi những cái tên kì thị như "Trap". Mặt khác, từ nước Nhật, "Tôi cảm thấy như mình đang mất tự do vì khuôn khổ của LGBT, v.v." Những lo ngại đã đặt ra rằng chiều rộng sẽ bị thu hẹp.

### Trung Quốc
Từ tiếng Trung Quốc tương đương với otoko no musume là 偽娘 (nguỵ nương), nó là một thuật ngữ chỉ một người nam trẻ cải trang thành phụ nữ hoặc cô gái. "Alice Cosplay Group (ACG)" là một nhóm "giả gái" được thành lập vào năm 2009 tại thành phố Vũ Hán, tỉnh Hồ Bắc. Nhà viết lời Chu Diệu Huy nói rằng cũng giống như cái tên ACG là một cách chơi chữ của hoạt hình - truyện tranh - trò chơi Nhật Bản, chính nền văn hóa Nhật Bản đã truyền cảm hứng cho giới trẻ Trung Hoa yêu thích mặc đồ xuyên thấu. "Nguỵ nương" trở nên phổ biến và internet tràn ngập các video ghi lại toàn bộ quá trình đảo trang, cũng như các trang web chuyên về hướng dẫn mặc đồ khác giới. Người ta nói rằng khoảng một nửa số lượng bán ra của "Đền thờ nữ trang" nói trên là phiên bản Trung (tính đến tháng 7 năm 2019).
Tuy nhiên, khi "nguỵ nương" càng được biết đến rộng rãi, người ta phải cảnh giác rằng nó sẽ làm lung lay văn hóa "nam tính" của người Trung Quốc. Các phương tiện truyền thông, ban đầu tò mò, đã bắt đầu đưa tin chỉ trích, và nhiều nhà chức trách Trung Quốc bắt đầu xem xu hướng biến nam diễn viên thành "nguỵ nương" trong các tác phẩm video là một vấn đề. Vào tháng 9 năm 2021, Tổng cục Phát thanh Truyền hình Nhà nước (Trung Quốc) đã công bố thông báo tăng cường quản lí và kiểm soát ngành giải trí, làm rõ chính sách (Lệnh giới hạn) cấm truyền tải hình ảnh phi giới tính của các bé trai. Trong cùng tháng, theo yêu cầu của các nhà chức trách, Ủy ban Công tác Trò chơi, Hiệp hội Công nhân Xuất bản Trung Quốc (GPC) và 213 nhà điều hành trò chơi trực tuyến tại nước này, bao gồm cả Tencent và NetEase, đã thông báo rằng "nương pháo (con trai nữ tính)" và "đam mỹ (boy's love), v.v. được công bố như kim chỉ nam để tự điều chỉnh lại. Động thái của chính phủ nhằm điều chỉnh ngành giáo dục và giải trí đã bị chỉ trích trong và ngoài nước là một "cuộc Cách mạng Văn hóa lặp đi lặp lại".